# Prosuccingulum aberrans
Prosuccingulum aberrans är en tvåvingeart som beskrevs av Louis-Paul Mesnil 1959. Prosuccingulum aberrans ingår i släktet Prosuccingulum och familjen parasitflugor.
Artens utbredningsområde är Tanzania. Inga underarter finns listade i Catalogue of Life.